# الدور (مكة المكرمة)
الدور قرية سعودية، تتبع هدى الشام في محافظة الجموم بمنطقة مكة المكرمة، غرب المملكة العربية السعودية. تقع في شمال شرق هدى الشام وتبعد عنها 10 كم.